# Павловский, Исаак Яковлевич
Исаак Яковлевич Павловский (1852, Таганрог — 25 марта 1924, Париж) — русский и французский журналист, драматург, переводчик, революционер.

## Биография
Исаак Яковлевич Павловский (в быту — Иван Яковлевич) родился в 1852 году в Таганроге, в семье Якова (впоследствии Сантьяго) Павловского и Агафьи Гершовой. Несколько лет он жил квартирантом у Чеховых в бывшем доме Моисеева (ныне — музей «Лавка Чеховых»). Ещё в гимназические годы Павловский увлёкся идеями народников. После окончания в 1871 году Таганрогской классической гимназии уехал в Петербург, где поступил в Медико-хирургическую академию, продолжая свою революционную деятельность. Не окончив академию, вернулся в Таганрог. Летом 1874 года организовал в Таганроге революционный кружок молодежи: устраивал собрания, ходил на пропаганду, находился в сношениях с М. П. Сажиным в связи с доставкою последним заграничных изданий.
Осенью 1874 года вновь приехал в Петербург. Был арестован 8 октября 1874 года по политическому Процессу ста девяноста трёх. С 5 мая 1875 года находился в Петропавловской крепости;12 декабря 1876 года был переведён из крепости в Дом предварительного заключения. Только 23 января 1878 года был признан виновным в недонесении о распространении преступных сочинений и приговорён к тюремному заключению на три месяца.
После оправдания В. Засулич участвовал в демонстрации 31 марта 1878 года, за что по распоряжению министра внутренних дел был выслан в апреле 1878 года под надзор полиции в Архангельскую губернию, в Пинегу, откуда уже 30 мая бежал и эмигрировал за границу, в Америку. Некоторое время жил в Швейцарии, затем перебрался в Париж. Здесь он получил поддержку И. С. Тургенева, написал несколько книг («Маленькие люди с большим горем», 1889; "Очерки современной Испании (1884—1885), 1889; «Туда и обратно», 1891; «Парижские очерки», пьеса «Певец»), воспоминания «В камере. Мемуары нигилиста» (в газете «Le Temp»). С 1880-х годов работал парижским корреспондентом газеты «Новое время» (литературный псевдоним И. Яковлев), позже сотрудничал в газете А. В. Амфитеатрова «Россия».
Наибольшую известность Павловскому как литератору принесли его воспоминания об И. С. Тургеневе (в книжной форме на французском языке — Isaak Pavlovsky «Souvenirs sur Tourgueneff», 1887). Перевёл на французский язык «Власть тьмы» Л. Н. Толстого (1888, в соавторстве с О. Метенье), пьесы А. Н. Островского (в том числе «Василису Мелентьеву»). Его пьеса «Красная звезда» была поставлена Малым театром в Москве в 1914 году.
В 1890-х годах приезжал в Россию, возобновил знакомство с А. П. Чеховым, бывал у него в Мелихово. Они встречались и в Париже. Был членом Ассоциации иностранной журналистики в Париже, членом Комитета русской журналистики и Ассоциации зарубежной парламентской журналистики, представителем иностранной журналистики в Палате депутатов и Сенате. Один из создателей Синдиката русской прессы в Париже. В 1895 году был награждён орденом Почётного легиона.

## Семья
- Внук — Павел Исаакович Павловский (1922—2008), русский драматург[4].
- Брат — Арон Яковлевич Павловский (Aaron Pavlovsky; 1856—1918), агроном, народоволец, пионер виноградарства в Мендосе.
- Сестра — Роза Яковлевна Павловская (в замужестве Роземберг, Rosa Pavlovsky de Rosemberg; 1862—1936) — аргентинский медик, педиатр, организатор здравооранения.
- Брат — Александр Яковлевич Павловский (Alejandro Pavlovsky, 1865—1934) — аргентинский журналист и литератор; его внук — Эдуардо Павловский (Eduardo Pavlovsky, 1933—2015) — аргентинский драматург, актёр, теоретик психодрамы.